# McCune-Reischauer
McCune-Reischauer ist zusammen mit der revidierten Romanisierung und der Yale-Romanisierung eine der am meisten gebrauchten Umschriften für die koreanische Schrift. Das südkoreanische Erziehungsministerium erhob eine leicht veränderte Version von McCune-Reischauer 1988 zur offiziellen Umschrift. Im Jahr 2000 führte dann das Kultus- und Fremdenverkehrsministerium die ebenfalls auf der McCune-Reischauer basierende revidierte Romanisierung als offizielles System ein, die sich zwar in amtlichen Publikationen und auf Straßenschildern durchgesetzt hat und auch McCune-Reischauer aus vielen neueren, nichtstaatlichen Druckwerken verdrängt hat, allerdings von Koreanern im privaten Leben genauso wenig beachtet wird wie zuvor die McCune-Reischauer-Romanisierung. Eine wiederum andere Variante der McCune-Reischauer bleibt in Nordkorea weiterhin die offizielle Umschrift. Die jeweiligen offiziellen ISO-Umschriften Nord- und Südkoreas spielen keine größere Rolle.
McCune-Reischauer wurde 1937 von den beiden Amerikanern George M. McCune und Edwin O. Reischauer geschaffen. Diese verzichteten auf eine originalgetreue Transliteration der Hangeul-Zeichen und orientierten sich mehr an einer im Hinblick auf englischsprachige Leser phonetischen Wiedergabe koreanischer Wörter.

## Sonderzeichen
Die Umschrift benutzt Breven, Apostrophe und Tremata, die aus technischen Gründen oder Unkenntnis oft weggelassen oder ersetzt werden.
In nach McCune-Reischauer romanisierten koreanischen Wörtern steht ŭ für den geschriebenen Hangeul-Vokal ㅡ, und zwar unabhängig von dessen jeweiliger tatsächlicher Aussprache. Diese ähnelt je nach Sprecher mehr oder weniger dem ersten „e“ im deutschen „gegeben“, aber nur, wenn ㅡ als Vokal allein oder im Anlaut steht. Der Buchstabe ŏ steht für den Lautwert des Hangeul-Vokals ㅓ, von den meisten Sprechern wie das „o“ in „offen“ realisiert. Im Gegensatz zum ŭ wird ŏ nur geschrieben, wenn tatsächlich diese Aussprache vorliegt, also bei der Romanisierung von ㅓ (= ŏ) und ㅕ (= yŏ), nicht aber bei den Digraphen ㅔ (= e) und ㅖ (= ye).

### Breven-Problem
Mit 2(du)-beolsik, der am weitesten verbreiteten Eingabemethode für Koreanisch, lässt sich ein freihängendes Breve durch Tippen des Konsonanten ㄱ (giyeok) und Drücken der hanja- bzw. Strg-Taste eingeben. Die Eingabe von Vokalen mit einem Breve hingegen unterstützen weder westliche Tastaturen noch Eingabemethoden für die koreanische Sprache wie 2-beolsik. Der Hangeul-Vokal ㅓ beispielsweise wird wegen derartiger technischer Einschränkungen oft mit o, eo, ô, ǒ oder er statt mit ŏ romanisiert. Das Fehlen des oft genug für die Bedeutung eines Wortes entscheidenden Breves bzw. einheitlichen Vorgehens bei seiner Ersetzung kann als eine der Ursachen dafür gelten, dass McCune-Reischauer im Ausland, insbesondere aber in Korea selbst, nur mäßige Akzeptanz fand und im späten 20. Jahrhundert eine Verdrängung McCune-Reischauers durch gänzlich ohne diakritische Zeichen auskommende Systeme einsetzte: die Yale-Umschrift in der Linguistik, die revidierte Romanisierung in anderen Bereichen.

## Alphabet

### Vokale
| ㅣ i | ㅏ a  | ㅑ ya  | ㅘ wa  |
| ㅣ i | ㅓ ŏ  | ㅕ yŏ  | ㅝ wŏ  |
| ㅣ i |       | ㅟ wi  |        |
|      | ㅐ ae | ㅒ yae | ㅙ wae |
|      | ㅔ e¹ | ㅖ ye  | ㅞ we  |
| ㅡ ŭ | ㅗ o  | ㅛ yo  |        |
| ㅡ ŭ | ㅜ u  | ㅠ yu  |        |
|      | ㅚ oe |        |        |
|      | ㅢ ŭi |        |        |

¹ ë nach ㅏ oder ㅗ

### Konsonanten
| Endkonsonant | Anfangskonsonant der nächsten Silbe | Anfangskonsonant der nächsten Silbe | Anfangskonsonant der nächsten Silbe | Anfangskonsonant der nächsten Silbe | Anfangskonsonant der nächsten Silbe | Anfangskonsonant der nächsten Silbe | Anfangskonsonant der nächsten Silbe | Anfangskonsonant der nächsten Silbe | Anfangskonsonant der nächsten Silbe | Anfangskonsonant der nächsten Silbe | Anfangskonsonant der nächsten Silbe | Anfangskonsonant der nächsten Silbe | Anfangskonsonant der nächsten Silbe | Anfangskonsonant der nächsten Silbe |
|              | ㅇ                                  | ㄱ k                                | ㄴ n                                | ㄷ t                                | ㄹ (r)                              | ㅁ m                                | ㅂ p                                | ㅅ s                                | ㅈ ch                               | ㅊ ch’                              | ㅋ k’                               | ㅌ t’                               | ㅍ p’                               | ㅎ h                                |
| ------------ | ----------------------------------- | ----------------------------------- | ----------------------------------- | ----------------------------------- | ----------------------------------- | ----------------------------------- | ----------------------------------- | ----------------------------------- | ----------------------------------- | ----------------------------------- | ----------------------------------- | ----------------------------------- | ----------------------------------- | ----------------------------------- |
| ㅇ ng        | ng                                  | ngg                                 | ngn                                 | ngd                                 | ngn                                 | ngm                                 | ngb                                 | ngs                                 | ngj                                 | ngch’                               | ngk’                                | ngt’                                | ngp’                                | ngh                                 |
| ㄱ k         | g                                   | kk                                  | ngn                                 | kt                                  | ngn                                 | ngm                                 | kp                                  | ks                                  | kch                                 | kch’                                | kk’                                 | kt’                                 | kp’                                 | kh                                  |
| ㄴ n         | n                                   | n’g                                 | nn                                  | nd                                  | ll/nn                               | nm                                  | nb                                  | ns                                  | nj                                  | nch’                                | nk’                                 | nt’                                 | np’                                 | nh                                  |
| ㄹ l         | r                                   | lg                                  | l                                   | lt                                  | l                                   | lm                                  | lb                                  | ls                                  | lch                                 | lch’                                | lk’                                 | lt’                                 | lp’                                 | rh                                  |
| ㅁ m         | m                                   | mg                                  | mn                                  | md                                  | mn                                  | mm                                  | mb                                  | ms                                  | mj                                  | mch’                                | mk’                                 | mt’                                 | mp’                                 | mh                                  |
| ㅂ p         | b                                   | pk                                  | mn                                  | pt                                  | mn                                  | m                                   | pp                                  | ps                                  | pch                                 | pch’                                | pk’                                 | pt’                                 | pp’                                 | ph                                  |

In Spalte eins ein Initialkonsonant vor einem Vokal, um Nichtbetonung anzuzeigen.